# Saga de Njál

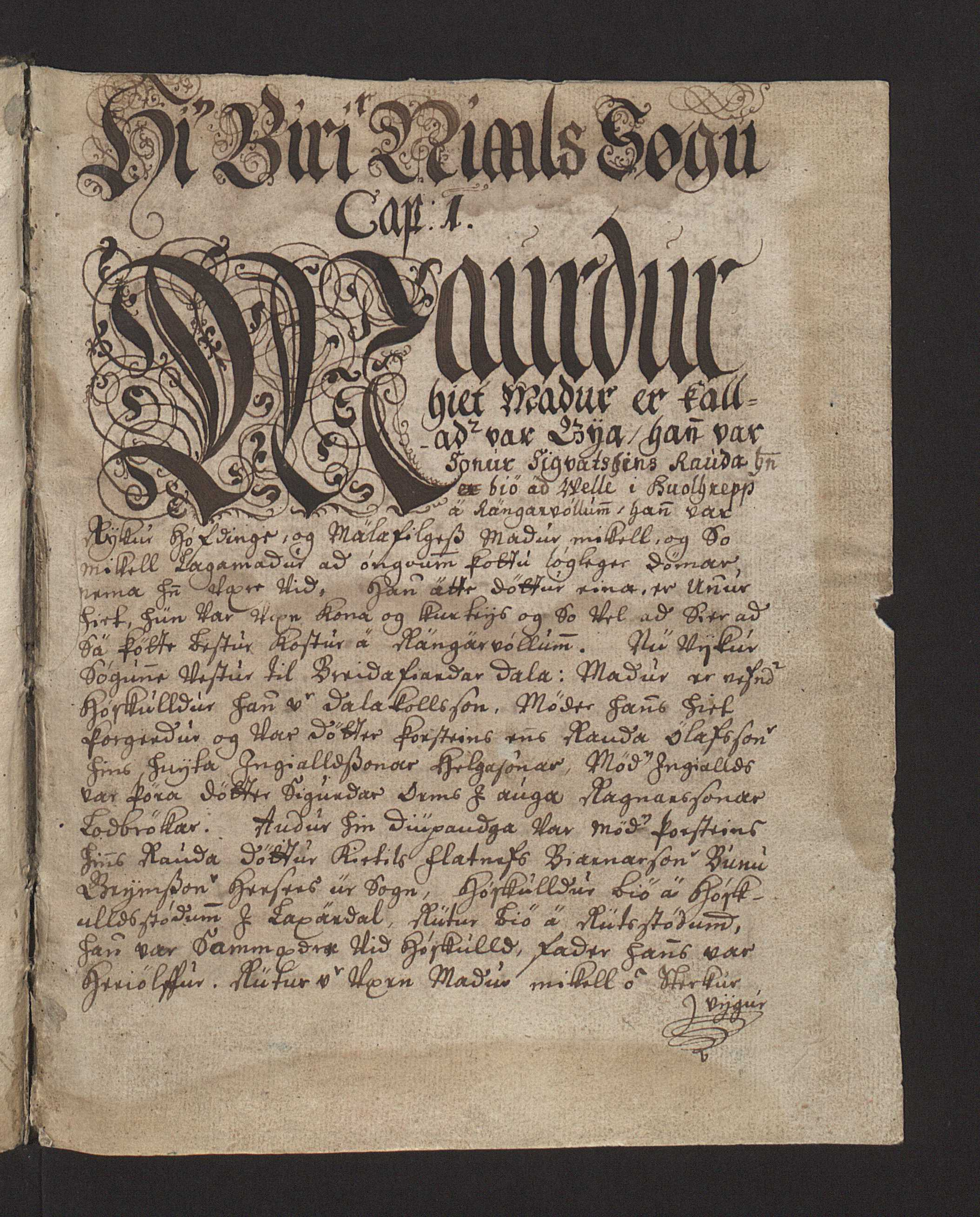
Pàgina de la Saga de Njál, versió de Sögubók

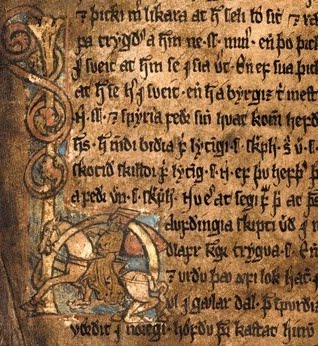
Detall d'una miniatura de la Saga de Njál

La Saga de Nial o Njál, també Brennunjálssaga (saga de la crema de Njál) és una obra literària narrativa.
Pertany a les sagues islandeses del segle xiii i és d'autor desconegut, escrita entre 1270 i 1290; molts crítics la consideren la millor del seu gènere, i encara hui és admirada pels lectors islandesos. És la més famosa de les sagues islandeses. Se'n conserven uns seixanta manuscrits, dels quals trenta són pergamins medievals.

## Argument
No és fàcil resumir una història tan complexa com aquesta, en part, a causa de la seua extensió.
Transcorre durant la cristianització d'Islàndia, l'any 1000. Els protagonistes de la saga són Njál Torgeirsson, un jurista de la Mancomunitat Islandesa i el viking Gunnar Hámundarson, un guerrer formidable. Tots dos s'enfronten a violents esdeveniments en una societat acostumada a revenges per greuges familiars i tots en sofreixen les conseqüències. Kári Sölmundarson perseguirà els instigadors i assassins del seu fill Thord i part de la família de Njál, i es revenjarà més enllà de les fronteres islandeses, arribant fins a les Òrcades i Bretland.
L'obra es divideix en un pròleg i tres seccions, en una trama on destaca la tragèdia, el destí i l'honor:
1. Pròleg (cap. 1 - 17)
2. La tragèdia de Gunnar (cap. 18 - 81)
3. La crema de Njál (cap. 82 - 132), amb la cristianització d'Islàndia (cap. 100 - 105)
4. La revenja i reconciliació (cap. 133 - 159), amb la batalla de Clontarf (1014) (cap. 154 - 157).

## Comentaris
La Saga de Nial és un reflex de la realitat de la Islàndia medieval. En aquesta obra es fon el factor històric, el llegendari i la ficció. Però és la intel·ligència del savi Nial el que més hi crida l'atenció, per la seua manera d'afrontar l'adversitat.
En la bibliografia de l'assaig Les kenningar, de Jorge Luis Borges, apareix aquesta entrada: The Story of Burnt Njal. From the Icelandic of the Njals Saga, by George Webbe Dasent, Edimburg, 1861.